# Рок (митолошка птица)
Рок је огромна легендарна птица грабљивица у популарној митологији Блиског истока.
Рок се појављује у арапској географији и природној историји, популаризован у арапским бајкама и фолклору морнара. Ибн Батута прича о планини која лебди у ваздуху изнад Кинеских мора, која је била рок. Збирка прича Хиљаду и једна ноћ укључује приче о Абд ал-Рахману и Синбаду Морепловцу, од којих обе укључују птицу рок.

## Етимологија
Енглеска форма рок потиче преко Антоан Галанд-овог француског из арапског рук (ruḵḵ) (арап. الرُخّ) и из персијског рук (ruḵ). На оба језика, арапском и персијском, реч је написана арапским писмом као رخ . Уобичајене романизације су ruḵḵ за арапски облик  и ruḵ, rokh или rukh за персијски облик. Упркос сличностима и понекад супротном тврђењу, реч није повезана са енглеском речју за гачац (rook) .

## Источно порекло
Према историчару уметности Рудолфу Витковеру, идеја рока има своје порекло у причи о борби између индијске соларне птице гаруде  и змије божанства Нага. 

## Западна експанзија
Рабин Бењамин из Туделе испричао је причу која подсећа на рока у којој су морнари бродоломци побегли са пустог острва умотавши се у воловске коже и пустивши грифоне да их одведу као стоку.

У 13. веку, Марко Поло (цитирано у Атенборо (1961: 32)) је изјавио
Био је за цео свет попут орла, али заиста огромне величине; толико велики у ствари да су његова пера била дванаест корака дуга и дебела у пропорцији. И толико је јак да ће ухватити слона у канџама и однети га високо у ваздух и бацити га тако да се разбије на комаде; пошто га тако убије, птица се обрушава на њега и једе га у доколици.
Поло је тврдио да је рок долетео на Мадагаскар "из јужних региона", и да је Велики кан послао гласнике на острво који су се вратили са перјем (вероватно листовима палме рафије). Он изричито разликује птицу од грифона.
У збирци прича Хиљаду и једна ноћ рок се појављује на тропском острву током Синбадовог другог путовања. Због Половог описа, други су идентификовали острво као Мадагаскар, које је постало локација за приче о другим џиновским птицама. Без сумње, Полов опис је инспирисао Антонија Пигафету, једног од сапутника Фернанда Магелана, који је написао извештај о светском путовању: у Пигафетовом извештају матично тло рока била су мора Кине. Такви су описи заробили машту каснијих илустратора, попут Страдануса око 1590. или Теодор де Брија 1594. који је приказао слона кога носи у канџама рок, или како рок уништава читаве бродове из освете за уништење свог џиновског јајета, како је описано у петом путовању Синбада морепловца. Орнитологија Улисеа Алдровандија (1599) укључивала је дрворез  рока са слоном налик на свињу у канџама, али у рационалном свету 17. века, рок се посматрао критичније.

## Рационализовани погледи
Научна култура 19. века увела је неке „научне“ рационализације за настанак мита, сугеришући да порекло мита о року можда лежи у украшавању често сведочене моћи орла који је могао однети новорођено јагње. 1863. Бјанкони је сугерисао да је рок птица грабљивица (Хокинс и Гудман, 2003: 1031). Недавно огроман субфосил орла, мадагаскарски крунисани орао, идентификован са Мадагаскара заправо имплицира на птицу грабљивицу острва, чија је мегафауна једном укључивала гигантске лемуре и пигмејске нилске коње.
Још једно могуће порекло мита су извештаји о јајима још једне изумрле мадагаскарске птице, огромне слоновске птице Aepyornis, изумрле до 16. века, која је била висока три метра и није летела. Било је извештаја о виђењима ове птице, барем у народном сећању, како је записао Етјен де Флакор 1658. године. Њено јаје, живо или субфосилирано, било је познато још 1420. године, када су морнари на Рту добре наде пронашли јаја рока, према натпису на карти света Фра Маура из 1456. године, који каже да рок "носи слона или било коју другу велику животињу".  Између 1830. и 1840. године европски путници на Мадагаскару видели су џиновска јаја и љуске јаја. Енглески посматрачи су били спремнији да верују њиховим исказима јер су знали за мое на Новом Зеланду. 1851. Француска академија наука добила је три јаја. Она и каснији фосили су наизглед потврдили Европљанима из 19. века да је Aepyornis био рок, али права птица не личи на орла како се говорило за рок.

Поред Половог извештаја о року 1298. године, Чоу Ч'у-феи (周 去 非), у својој књизи из 1178. Lingwai Daida, прича о великом острву у Африци са птицама довољно великим да своје перје користе као резервоаре за воду. Листови рафијине палме можда су донети Кублај- Кану под маском роковог перја. 
Неки новији научници су упоредили легендарног рока са Хастовим орлом са Новог Зеланда, који је изумро око 15. века, али је вероватно инспирисао маорску легенду о Te Hokioi или Te Hakawai. Причало се да је то шарена огромна птица која је (у неким верзијама легенде) повремено силазила на Земљу да однесе људе, али је углавном живела у облацима невиђена. Могао се чути само њен плач, по коме је и добила име. Заиста, чини се да је hokioi митска звер инспирисана стварним животињама, баш као што је изгледало да је  био рок. Осамдесетих година прошлог века откривено је  да мужјаци аустралијске шљуке, сићушне ноћне мочварице, производе неочекивано гласан ричући звук током парења. 

## Религијска традиција

### Мајкл Дрејтон
Кроз 16. век Европљани су могли да прихвате постојање рока. Године 1604. Мајкл Дрејтон је разматрао да су рокови унети на Нојеву барку.

### Етиопска
Рук је такође идентификован у етиопској светој књизи Кебра Негаст као извршилац одговоран за испоруку благословеног комада дрвета Соломону што је омогућило великом краљу да доврши Соломонов храм. За овај комад дрвета се такође каже да је преобразио стопало краљице Сабе од козјег у људско. Комаду дрвета који је донео рук стога је дато почасно место у Храму и украшено је сребрним прстеновима. Према предању, ови сребрни прстенови дати су Јуди Искариотском као плата за издају Исуса; комад дрвета постао је Исусов крст.

## Упоредне митске птице
- Зал и Симург
- Симург на порталу медресе Надир Диван-Бегхи, Букхара, Узбекистан
- Симург из дела Атара Нишапурија

Друге велике митске птице укључују:
- Арапска Анка
- Перзијски Симург
- Древна прича о персијским амрзима, бесмртним птицама које тресу зрело воће са митског дрвета које носи семе свих корисних ствари
- Гаруда на којој Вишну јаше је краљ птица.[19] У једној причи, Симург заузима место гаруде.[20]
- Мађарска Турул птица
- Јеврејски Зиз или Бар Јуцхне
- Фиџијски канивату.
- Филипинска Минокава
- Маорска Поуакаи
- Бразилска плава врана
- Фински коко (види орао белорепан).
- Кинески пенг
- Америчка  Громовита птица
- Турски Тугрул

## Фусноте
1. ↑  Noted in Yule-Cordier, Cathay and the Way Thither IV (1916:146), noted by Wittkower 1938.
2. 1 2 3  roc /[phonetic transcription]/ n. Also (earlier) ✝roche, ✝rock, ✝ruc(k), ✝rukh. L16 [Sp. rocho, ruc f. Arab. ruḵḵ, f. Pers. ruḵ.] A mythical bird of Eastern legend, imagined as being of enormous size and strength (The New Shorter Oxford English Dictionary, Clarendon Press, Oxford, Volume 2 N-Z, 1993 edition, page 2614)
3. 1 2  Wittkower noted the identification of the roc and Garuda made in Kalipadra Mitra. „The bird and serpent myth”. The Quarterly Journal of the Mythic Society. 16: 189. (Bangalore)  1925–26:189.
4. ↑  M. Komroff (1928). Contemporaries of Marco Polo.. 311f.
5. 1 2 3 4  Ley, Willy (август 1966). „Scherazade's Island”. For Your Information. Galaxy Science Fiction. стр. 45—55.
6. ↑  Or the Italian version in Ramusio's Delle navigationi et viaggi, mentioned in Rudolf Wittkower. „'Roc': An Eastern Prodigy in a Dutch Engraving”. Journal of the Warburg Institute. 1 (3): 255—257. 1938. (January ) p 255
7. ↑  An engraving after Stradanus is reproduced in Wittkower 1938:fig 33c.
8. ↑  De Bry's engraving is reproduced in Attenborough (1961: 35)
9. ↑  Illustrated in Wittkower 1938:33, fig. b.
10. ↑  Goodman, 1994
11. ↑  Tyson, Peter (2000). The Eighth Continent. New York. стр. 138–139. ISBN 978-0-380-97577-8.
12. ↑  Needham, Joseph (1971). Science and Civilisation in China. Cambridge University Press. стр. 501. ISBN 9780521070607.
13. ↑  Major, Richard Henry (1868). The Life of Prince Henry of Portugal Surnamed the Navigator, and Its Results, Comprising the Discovery, Within One Century, of Half the World ... from Authentic Contemporary Documents. Biblioteca Nacional de Austria – Asher (Editor). стр. 311.
14. ↑  Pearson & Godden (2002). In Search of the Red Slave. Sutton. стр. 121. ISBN 0750929383.
15. ↑  Yule's Marco Polo, bk. iii. ch. 33, and Academy, 1884, No. 620.
16. ↑  Attenborough, D (1961). Zoo Quest to Madagascar. Lutterworth Press. стр. 32–33.. London.
17. ↑  „New Zealand Birds”. Приступљено 2010-07-09.
18. ↑  Miskelly (1987), Galbreath & Miskelly (1988)
19. ↑  Benfey, Theodore. Pantschatantra: T. Uebersetzung und Anmerkungen. стр. 98.
20. ↑  Bickell, Gustav (1876). Kalilag and Damnag. F.A. Brockhaus.
21. ↑  „Mount Qaf – Mythology Dictionary”. Архивирано из оригинала 31. 07. 2018. г. Приступљено 21. 09. 2021.